# Fokker F27 Friendship
Fokker F27 Friendship je turbopropelersko regionalno potniško letalo, ki ga je načrtovalo in izdelovalo nizozemsko podjetje Fokker. 
F27 so začeli načrtovati v 1950ih kot naslednika uspešnega batnega Douglas DC-3. Pri načrtovanju so preučevali različne konfiguracije, na koncu so se odločili za visokokrilno izvedbo z dvema turbopropelerskima motorja Rolls-Royce Dart in potniško kabino pod pritiskom za 28 potnikov.
Leta 1956 je Fokker podpisal pogodbo s Fairchildom za licenčno proizvodnjo F27 v ZDA. Fairchild je tudi sam razvil daljšo verzijo FH-227.
V 1980ih je Fokker razvil naslednika Fokker 50. Čeprav je zasnnovan na osnovi F27-500, je Fokker skoraj povsem novo letalo s Pratt & Whitney Canada motorji in drugimi modernimi sistemi. Fokker 50 je bolj sposobno in za potnike bolj udobno letalo.
Proizvodnja se je ustavila leta 1987 po skoraj 600 zgrajenih letalih. Fokker je bankrotiral leta 1996.

## Tehnične specifikacije
- Posadka: 2 ali 3
- Kapaciteta: 48-56 potnikov
- Dolžina: 25,06 m (82 ft 3 in)
- Razpon kril: 29 m (95 ft 2 in)
- Višina: 8,72 m (28 ft 7 in)
- Površina kril: 70 m2 (750 sq ft)
- Prazna teža: 11 204 kg (24 701 lb)
- Maks. vzletna teža: 19 773 kg (43 592 lb)
- Motorji: 2 × Rolls-Royce Dart Mk.532-7  turboprop, 1 678 kW (2 250 KM) vsak

- Potovalna hitrost: 460 km/h (286 mph; 248 kn)
- Dolet: 2  600 km (1 616 mi; 1 404 nmi)
- Hitrost vzpenjanja: 7,37 m/s (1 451 ft/min)